# Georg von Slawonien

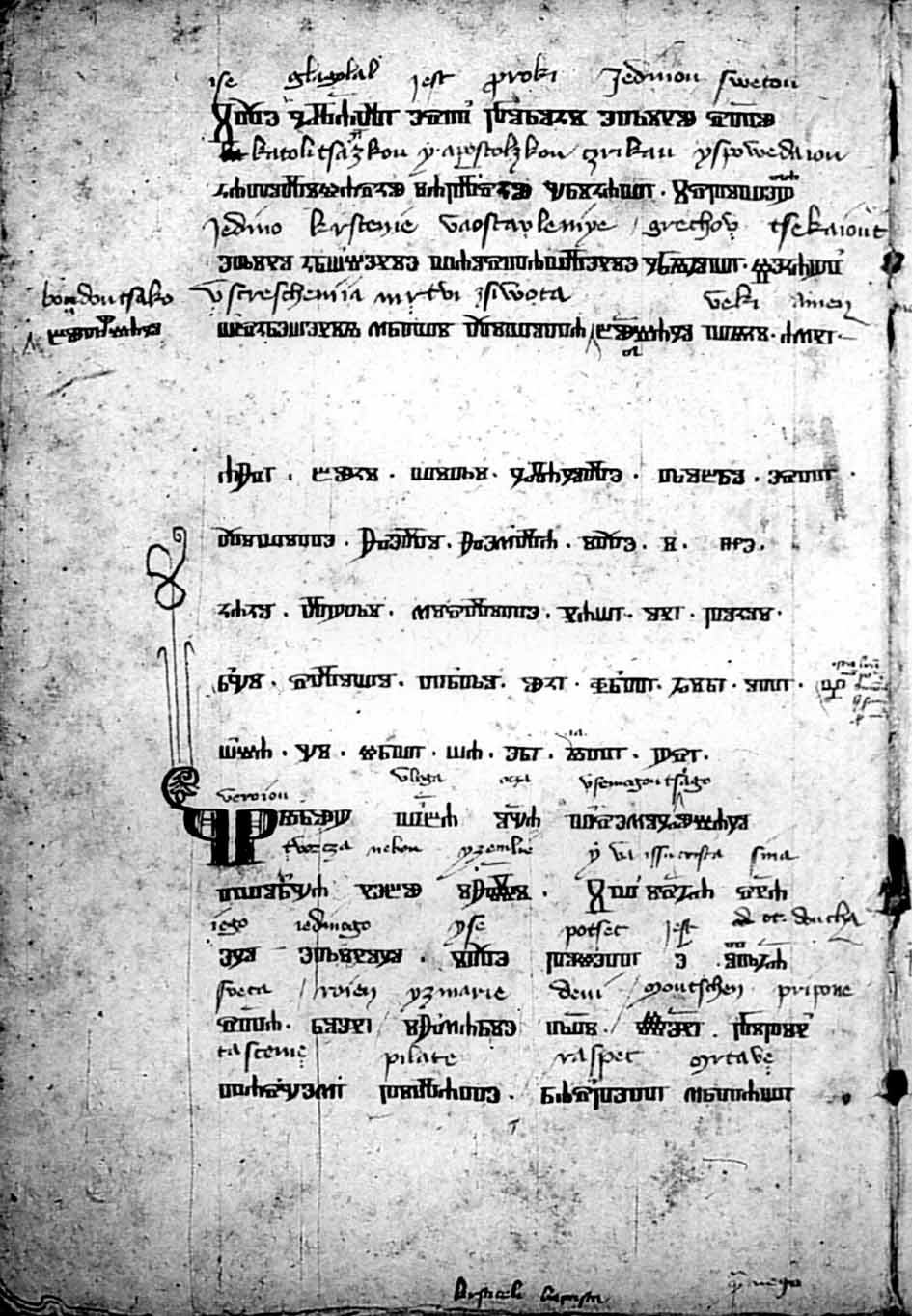
Glagolitischer Text

Georg von Slawonien (lateinisch Georgius de Sclavonia, französisch Georges d’Esclavonie, Georges de Sorbonne, Georges de Rayn, kroatisch Juraj Slovinac; * um 1355/60? möglicherweise in Rayn, heute Brežice, Diözese Aquileia; † 1416 in Tours) war ein slawonischer Geistlicher und Gelehrter, der Professor an der Sorbonne in Paris war. Er setzte sich für die kroatische Sprache und die glagolitische Schrift in der katholischen Kirche ein.

## Leben
Georg lebte in Rayn, heute Brežice, in der Diözese Aquileia (heute Slowenien). Seit 1391 war er an der Sorbonne in Paris. 1401 wurde er dort Doktor der Theologie, 1403 Professor. 1404 ging er als Kleriker nach Tours, wo er unter anderem Beichtvater im Benediktinerinnenkloster Beaumont war. 1416 starb er.

## Schriften
- Glagolitisches Manuskript, um 1400, 6 Seiten, Text in glagolitischer Schrift in kroatischer Sprache, mit einem glagolitischen Alphabet, dem Vaterunser, dem Ave Maria, dem Nicänischen und dem Apostolischen Glaubensbekenntnis, einem Psalm, jeweils mit lateinischem Text zwischen den Zeilen (Interlinearglossen) und den Namen der kroatischen Bischöfe. Eine Formulierung war: Der Bischof in Kroatien soll der erste sein, der beide Sprachen, sowohl Latein als auch Kroatisch können sollte. (Primus episcopus Chrawacie qui scit utrumque ydioma, tam latinum quam chrawaticum…)
- La chasteau de virginité, nach 1404, in mehreren Abschriften des 15. Jahrhunderts erhalten, Drucke 1505, 1506 und 1510 in Französisch und 1726 in Lateinisch.
- Brief an Isabelle de Villeblanche, 1411[1]

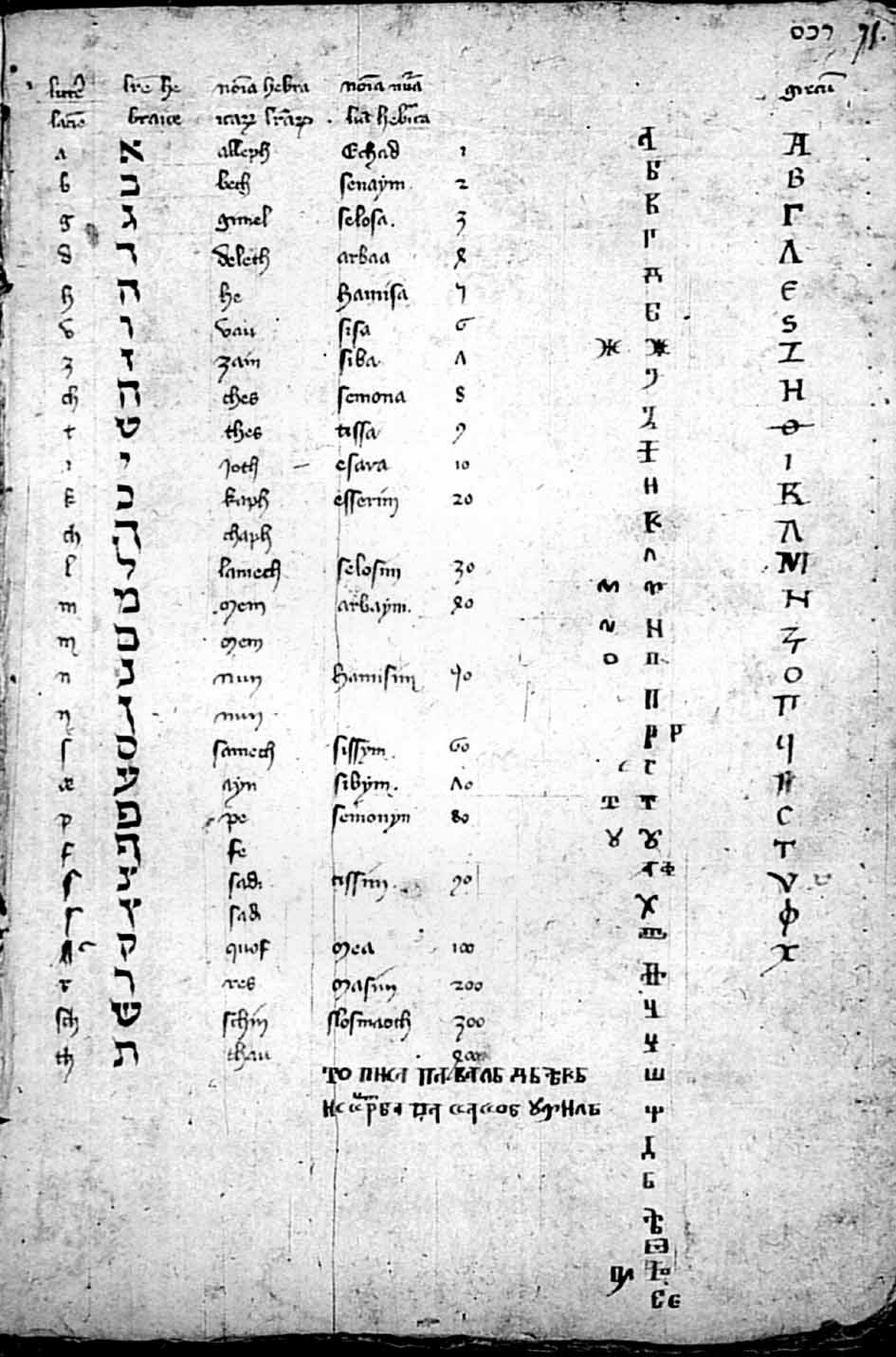
Alphabet
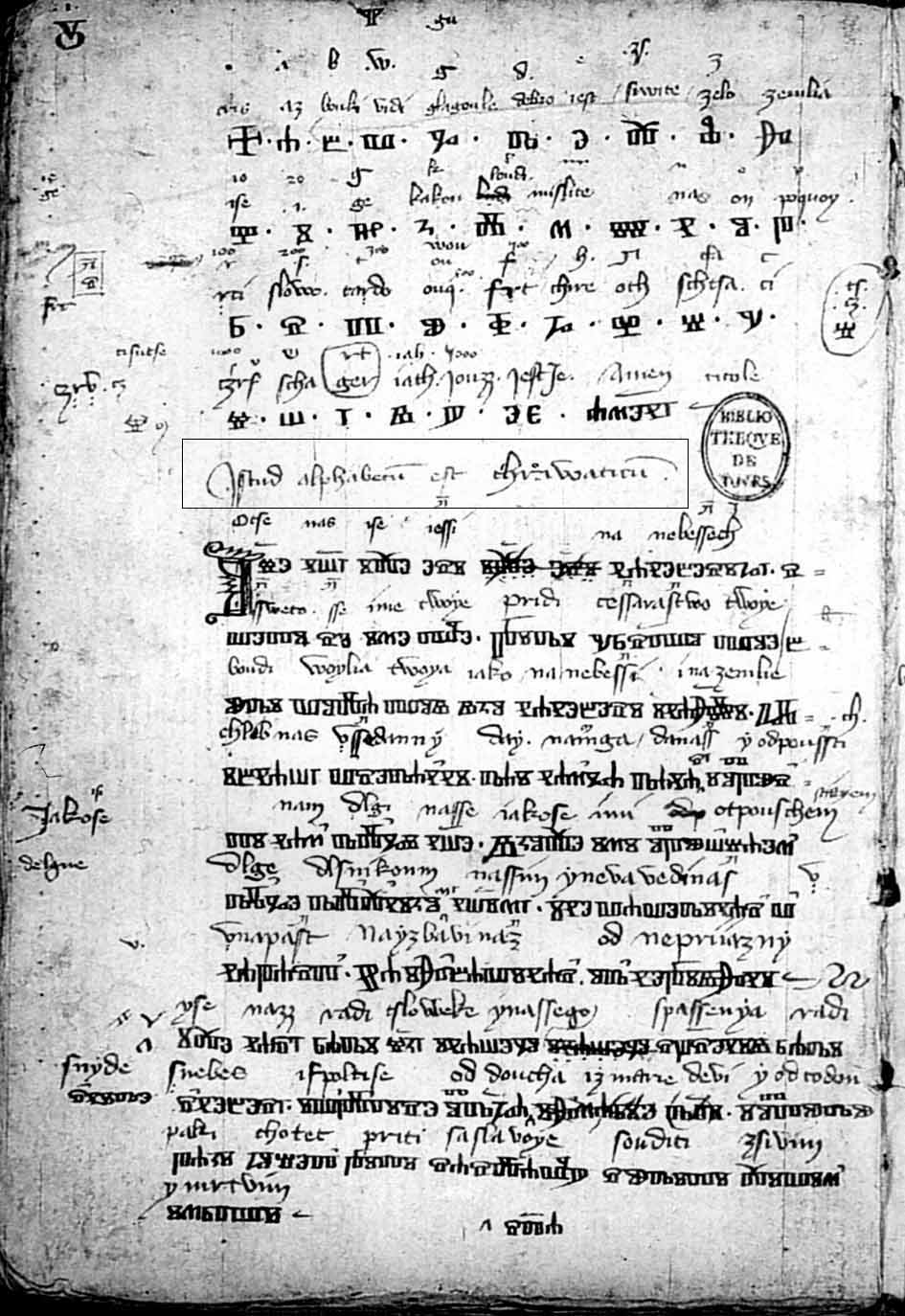
Istria eadem patria Chrawati